# Pakt o vzajemni pomoči
Pakt o vzajemni pomoči je bil vsiljen sporazum med Sovjetsko zvezo in Baltiškimi državami, s katerim je Sovjetska zveza pridobila ozemlje za nastanitev vojaških enot na ozemlju Baltiških držav septembra 1939. To je pomenilo dejansko vojaško zasedbo teh držav, kateri je sledilo priključitev teh treh držav k Zvezi sovjetskih socialističnih držav.